# Dinoseb

Dinoseb

El dinoseb (nombre químico: 6-sec-butil-2,4-dinitrofenol) es un plaguicida prohibido en todas sus formulaciones y usos por ser dañino para la salud humana y el medio ambiente.

## Estereoquímica
| Dinoseb (2 estereoisómeros) | Dinoseb (2 estereoisómeros) |
| --------------------------- | --------------------------- |
| (S)-configuración           | (R)-configuración           |

## Resumen de la medida de prohibición
El Dinoseb fue excluido de la lista de sustancias activas autorizadas para el uso en productos de protección de plantas en 1984 bajo la Ley para protección de plantas contra plagas y pestes, en muchos países. 
Prohibido la producción, uso y comercialización de todos los productos de protección de plantas que contengan dinoseb.
El dinoseb está designado como un producto químico CFP.
Está permitido el uso del producto químico para la investigación o propósitos de laboratorio en cantidades menores de 10 kg.

## Peligros y riesgos conocidos respecto a la salud humana
El dinoseb puro está considerado altamente tóxico para los mamíferos y es letal cuando suministrado a roedores a altos niveles. En los seres humanos se han dado casos de envenenamiento y muerte después de ingestiones intencionales de dinoseb concentrado y después de una fuerte contaminación cutánea por rociados agrícolas.
El dinoseb puede ser absorbido por contacto con la piel, inhalación, o ingestión. Bañarse en o beber aguas contaminadas da lugar a la absorción. Una vez en el cuerpo, se puede distribuir ampliamente y atravesar la membrana placentaria. Se metaboliza por el hígado y es excretado en las heces y, a un menor alcance, en la orina. La eliminación del dinoseb del cuerpo humano es gradual. El dinoseb puede acumularse en la sangre y en los tejidos si las exposiciones diarias exceden la cantidad eliminada diariamente.
Los primeros síntomas de la exposición al dinoseb son: sudoración, fiebre, malestar y dolor de cabeza. La intoxicación también puede causar sed, insomnio, náusea, pérdida de peso y alteraciones del humor. Señales de un serio envenenamiento que puede ser mortal son: piel caliente y ruboreada, palpitaciones, respiración superficial y rápida y convulsiones. Un pequeño porcentaje de personas expuestas al dinoseb se han lamentado de erupción cutánea, pero las erupciones no han sido directamente conectadas con la cantidad de exposición. El contacto con la piel puede causar manchas amarillas o inflamación de la piel. La repetida exposición por largos periodos de tiempo puede ocasionar problemas al hígado y riñones. Puede causar también disminución de la fertilidad en los adultos, defectos de nacimiento y cambios del desarrollo en un feto en crecimiento. 
El dinoseb no está incluido como un agente cancerígeno humano por el EPA. Está clasificado como compuesto del grupo D ("no clasificable") por sus pruebas cancerígenas, aunque negativo, no está considerado adecuado para los estándares actuales.

## Peligros y riesgos conocidos respecto al medio ambiente
El compuesto es altamente tóxico para las aves, con un valor oral agudo LD50 reportado entre 7 y 9 mg/kg.; es reportado un LC50 de 5- a 8- días que varía desde 409 ppm para la codorniz hasta 515 ppm para los faisanes. Tiene entonces potencial para impactar negativamente en las poblaciones locales de faisanes y pájaros cantores.
Efectos en organismos acuáticos: Es altamente tóxico para los peces, con valores reportados LC50 a 96-horas que varían desde 44µg/L para truchas de lago a 118µg/L para pez gato. Otros valores a 96- horas LC50 son 100µg/L para el salmón coho y 67µg/L para la trucha de garganta cortada. Es más tóxico para los peces en aguas ácidas que en neutras o alcalinas. El dinoseb ha causado la muerte de peces en pequeños ríos de Escocia cuando éste ha escurrido de los campos por la lluvia. El factor de bioconcentración es de 135. Los peces lo absorben rápidamente, pero es eliminado rápidamente de éstos si se colocan en agua limpia. Así el dinoseb, no supone un riesgo significante por su bioacumulación.
Efectos en otros organismos: El dinoseb es tóxico para las abejas.